# Indore
Indore là thành phố miền Trung Ấn Độ, ở bang Madhya Pradesh. Đây là trung tâm thương mại của một khu vực sản xuất nông nghiệp sản xuất lúa mỳ, hạt kê, bắp, bông, và hạt lấy dầu. Trong thành phố có các nhà máy sản xuất vải bông, hóa chất, hàng dệt kim, hóa chất, đồ gỗ, hàng kim loại. Thành phố có nhiều cung điện và có một số trường đại học.

## Lịch sử
Indore được thành lập năm 1715 và đã nổi bật dưới triều Maratha của Holkars. Năm 1818 thành phố này bị đặt dưới sự bảo hộ của Vương quốc Anh và trở thành thủ phủ của bang hoàng thân Indore, bang được sáp nhập với Madhya Bharat năm 1948. Indore đã trở thành một phần của bang Madhya Pradesh mới vào năm 1956.

## Khí hậu
| Dữ liệu khí hậu của Indore (1971–1990)                                    | Dữ liệu khí hậu của Indore (1971–1990) | Dữ liệu khí hậu của Indore (1971–1990) | Dữ liệu khí hậu của Indore (1971–1990) | Dữ liệu khí hậu của Indore (1971–1990) | Dữ liệu khí hậu của Indore (1971–1990) | Dữ liệu khí hậu của Indore (1971–1990) | Dữ liệu khí hậu của Indore (1971–1990) | Dữ liệu khí hậu của Indore (1971–1990) | Dữ liệu khí hậu của Indore (1971–1990) | Dữ liệu khí hậu của Indore (1971–1990) | Dữ liệu khí hậu của Indore (1971–1990) | Dữ liệu khí hậu của Indore (1971–1990) | Dữ liệu khí hậu của Indore (1971–1990) |
| Tháng                                                                     | 1                                      | 2                                      | 3                                      | 4                                      | 5                                      | 6                                      | 7                                      | 8                                      | 9                                      | 10                                     | 11                                     | 12                                     | Năm                                    |
| ------------------------------------------------------------------------- | -------------------------------------- | -------------------------------------- | -------------------------------------- | -------------------------------------- | -------------------------------------- | -------------------------------------- | -------------------------------------- | -------------------------------------- | -------------------------------------- | -------------------------------------- | -------------------------------------- | -------------------------------------- | -------------------------------------- |
| Cao kỉ lục °C (°F)                                                        | 33.9 (93.0)                            | 37.9 (100.2)                           | 41.1 (106.0)                           | 44.6 (112.3)                           | 46.0 (114.8)                           | 45.8 (114.4)                           | 39.9 (103.8)                           | 35.8 (96.4)                            | 37.4 (99.3)                            | 37.8 (100.0)                           | 37.1 (98.8)                            | 32.9 (91.2)                            | 46.0 (114.8)                           |
| Trung bình ngày tối đa °C (°F)                                            | 26.5 (79.7)                            | 28.8 (83.8)                            | 34.3 (93.7)                            | 38.7 (101.7)                           | 40.4 (104.7)                           | 36.2 (97.2)                            | 30.3 (86.5)                            | 28.2 (82.8)                            | 30.9 (87.6)                            | 32.4 (90.3)                            | 29.7 (85.5)                            | 26.9 (80.4)                            | 31.9 (89.4)                            |
| Trung bình ngày °C (°F)                                                   | 18.2 (64.8)                            | 20.2 (68.4)                            | 25.3 (77.5)                            | 30.0 (86.0)                            | 32.4 (90.3)                            | 30.1 (86.2)                            | 26.5 (79.7)                            | 25.1 (77.2)                            | 26.0 (78.8)                            | 25.3 (77.5)                            | 21.8 (71.2)                            | 18.8 (65.8)                            | 25.0 (77.0)                            |
| Tối thiểu trung bình ngày °C (°F)                                         | 9.8 (49.6)                             | 11.4 (52.5)                            | 16.2 (61.2)                            | 21.2 (70.2)                            | 24.4 (75.9)                            | 24.1 (75.4)                            | 22.6 (72.7)                            | 21.9 (71.4)                            | 21.1 (70.0)                            | 18.1 (64.6)                            | 12.2 (54.0)                            | 10.6 (51.1)                            | 17.9 (64.2)                            |
| Thấp kỉ lục °C (°F)                                                       | −1.1 (30.0)                            | −2.8 (27.0)                            | 5.0 (41.0)                             | 7.8 (46.0)                             | 16.7 (62.1)                            | 18.9 (66.0)                            | 18.9 (66.0)                            | 18.6 (65.5)                            | 9.0 (48.2)                             | 6.2 (43.2)                             | 5.6 (42.1)                             | 1.1 (34.0)                             | −2.8 (27.0)                            |
| Lượng Giáng thủy trung bình mm (inches)                                   | 4 (0.2)                                | 3 (0.1)                                | 1 (0.0)                                | 3 (0.1)                                | 11 (0.4)                               | 136 (5.4)                              | 279 (11.0)                             | 360 (14.2)                             | 185 (7.3)                              | 52 (2.0)                               | 21 (0.8)                               | 7 (0.3)                                | 1.062 (41.8)                           |
| Số ngày giáng thủy trung bình (≥ 1.0 mm)                                  | 0.8                                    | 0.8                                    | 0.3                                    | 0.3                                    | 1.8                                    | 8.6                                    | 15.9                                   | 18.3                                   | 8.6                                    | 3.1                                    | 1.4                                    | 0.6                                    | 60.5                                   |
| Độ ẩm tương đối trung bình (%)                                            | 46                                     | 36                                     | 25                                     | 23                                     | 33                                     | 58                                     | 79                                     | 85                                     | 73                                     | 50                                     | 44                                     | 48                                     | 50                                     |
| Số giờ nắng trung bình tháng                                              | 289.0                                  | 275.6                                  | 287.6                                  | 305.9                                  | 326.9                                  | 208.6                                  | 104.1                                  | 79.9                                   | 180.6                                  | 270.8                                  | 274.0                                  | 281.3                                  | 2.884,3                                |
| Nguồn 1: NOAA                                                             |                                        |                                        |                                        |                                        |                                        |                                        |                                        |                                        |                                        |                                        |                                        |                                        |                                        |
| Nguồn 2: India Meteorological Department (record high and low up to 2010) |                                        |                                        |                                        |                                        |                                        |                                        |                                        |                                        |                                        |                                        |                                        |                                        |                                        |